# 阿德里安娜·雷奧·達席爾瓦
阿德里安娜·雷奧·達席爾瓦（葡萄牙語：Adriana Leal da Silva，1996年11月17日—）是巴西職業女子足球運動員，司職前鋒，現效力女子沙超球隊艾卡迪斯亞和巴西國家女子足球隊。她曾代表巴西參加2022年美洲女子國家盃獲得冠軍，以及2024年參加巴黎奧運女子足球比賽獲得銀牌。
阿德里安娜曾長期效力於巴西女子甲級足球聯賽球隊哥林多人，她在5個賽季中總共獲得4次巴甲聯賽冠軍、3次聖保羅州聯賽冠軍、2次南美女子自由盃冠軍和1次巴西女子超級盃冠軍。2023年，奧蘭多榮耀以10萬美元簽下阿德里安娜，她成為當時國家女子足球聯賽交易金額最高的巴西球員。

## 外部連結
- Soccerway資料庫：阿德里安娜·雷奧·達席爾瓦
- 阿德里安娜·雷奧·達席爾瓦在哥林多人保利斯塔體育俱樂部（葡萄牙語）（页面存档备份，存于）
- 阿德里安娜·雷奧·達席爾瓦在N3 Sports agency（葡萄牙語）（页面存档备份，存于）
- 阿德里安娜·雷奧·達席爾瓦在奧蘭多榮耀（英語）（页面存档备份，存于）